# 7 uomini e una donna
7 uomini e una donna (Sept hommes, une femme) è un film del 1936 diretto da Yves Mirande.